# Roger (évêque de Lydda)
Pour les articles homonymes, voir Roger.
Roget est un clerc qui fut évêque de Lydda de 1112 jusqu'à sa mort en 1147.

## Biographie
L'origine de Roger est inconnue. Il succéda à son prédécesseur, Robert de Rouen, en 1112 au un peu avant. Un document de 1108 faisant référence à un évêque avec l'initiale R peut se réfèrer à Robert comme à Roger,[2] mais est il est possible que le patriarche latin de Jérusalem, Gibelin de Sabran, ait nommé Roger qu'il décrit comme « un homme de réelle capacité ». Lydda était un diocèse suffragant de Jérusalem.
À la demande du nouveau patriarche, Arnoul de Chocques, Roger accorda des propriétés, dont la casale Sephoria, à l'abbaye Sainte-Marie de la vallée de Josaphat en 1115,. En 1136, il accorda quatre casalia de son diocèse aux chanoines du Saint-Sépulcre, tout en conservant une partie des dîmes.
En mars 1118, Roger participa à la dernière campagne militaire du roi Baudouin Ier de Jérusalem, qui mourut dans ses bras.
En 1128, Roger accompagna l'archevêque de Tyr Guillaume en Europe. À Rome, ils s'entretinrent avec le pape Honorius II sur l'état de la Terre sainte. Au nom du roi Baudouin II de Jérusalem, ils organisèrent le mariage de sa fille, Mélisende, avec le comte Foulques V d'Anjou, prélude essentiel à sa croisade en 1129,.